# Fauchaldius insolita
Fauchaldius insolita is een borstelworm uit de familie Eunicidae. Het lichaam van de worm bestaat uit een kop, een cilindrisch, gesegmenteerd lichaam en een staartstukje. De kop bestaat uit een prostomium (gedeelte voor de mondopening) en een peristomium (gedeelte rond de mond) en draagt gepaarde aanhangsels (palpen, antennen en cirri).
Fauchaldius insolita werd in 1978 voor het eerst wetenschappelijk beschreven door Amoureux als Eunice insolita.